# Nesiotoniscus corniculatus
Nesiotoniscus corniculatus är en kräftdjursart som först beskrevs av Karl Wilhelm Verhoeff1926.  Nesiotoniscus corniculatus ingår i släktet Nesiotoniscus och familjen Trichoniscidae. Inga underarter finns listade i Catalogue of Life.